# Christiaan Barnard
Christiaan Neethling Barnard (8. listopadu 1922 – 2. září 2001) byl jihoafrický chirurg, který jako první provedl úspěšnou transplantaci srdce. Vystudoval lékařství na Univerzitě v Kapském Městě a znalosti z kardiochirurgie získal v USA. Později se znovu vrátil do vlasti a stal se profesorem chirurgie v Kapském Městě.

## Život

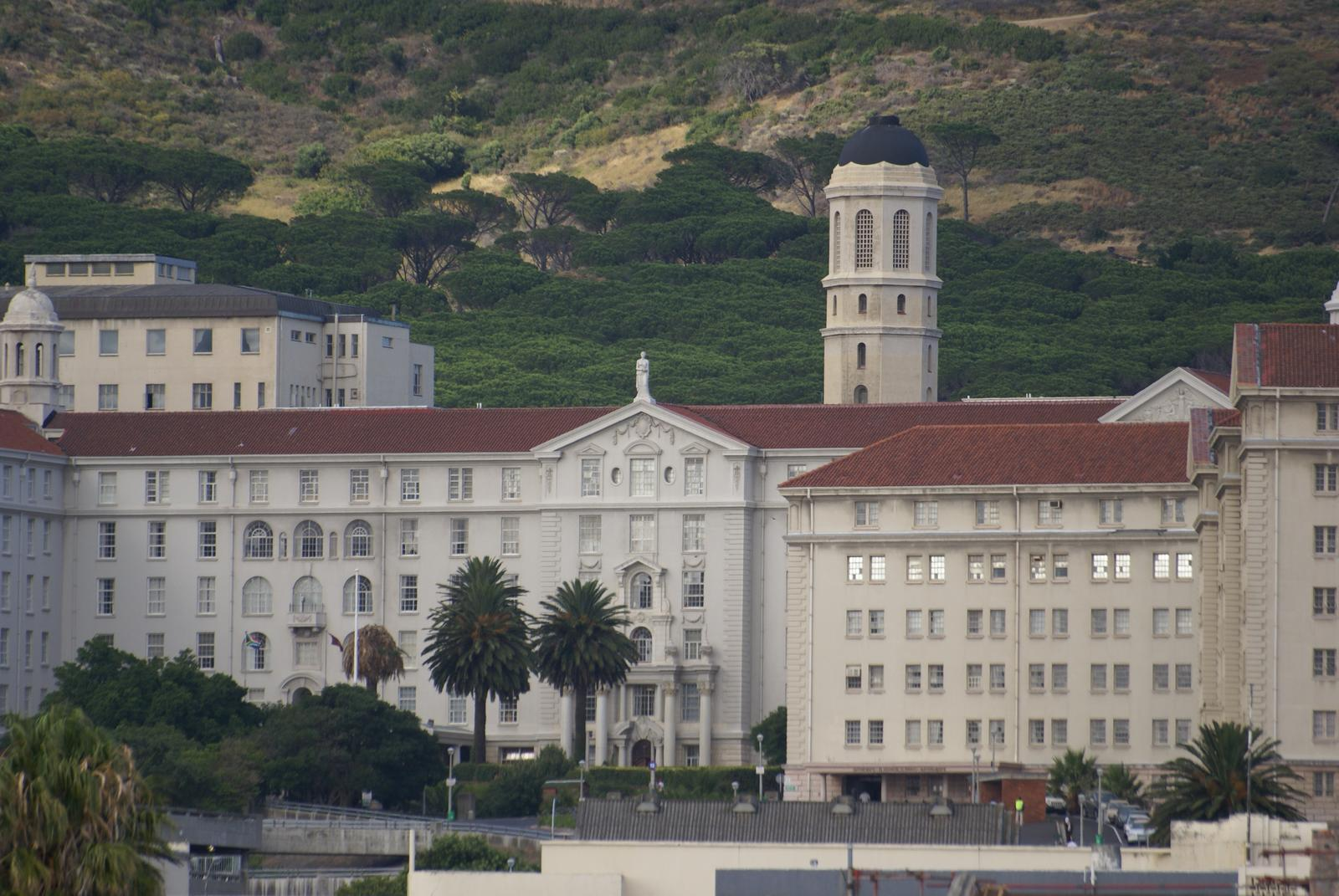
Nemocnice Groote Schuur v Kapském Městě

V dobách jeho mládí vládl v Jihoafrické unii značný neklid, především kvůli častým válkám černých proti bílým. Barnardovi byli chudá búrská rodina. Adam Barnard, chudý kazatel Armády spásy, měl manželku Elizabeth, která se věnovala výchově svých čtyř synů. Tři z nich Jan, Christian a Marius vystudovali vysokou školu, z toho Christian a Marius lékařskou fakultu v Kapském Městě. Christian promoval v roce 1946 a byl potom praktickým lékařem v malém městě Ceresu, posléze pracoval na své Alma mater Groote Schuur v Kapském Městě. Později se dostal do USA a začal se věnovat kardiochirurgii. Po kratším období, které strávil v Jižní Africe se opět vrátil do Ameriky. Bratr Marius byl také kardiochirurgem a integrální součástí transplantačního týmu. Chris Barnard byl třikrát ženatý. První manželku  Alettu Gertruidu Louw si vzal roku 1948. Měli spolu dceru Deirdre a syna Andrého, který se stal také lékařem. Ve středním věku , již jako ženatý otec neunesl André závislost na opiátech a spáchal sebevraždu. Barnard byl zastáncem eutanazie a proti sebevraždám obecně nic nenamítal. Samozřejmě smrt syna ho velmi zasáhla. Druhou ženou byla o 28 let mladší Barbara Zoellner (19), se kterou se oženil roku 1970. Z manželství vzešli dva synové Frederick Christiaan a Christiaan Alexander  a k rozvodu došlo v roce 1982. Naposledy potřetí se prof. Barnard oženil v roce 1988 s Karin Setzkorn (22) (rozvod proběhl v roce 2000), která byla o celých 50 let mladší. I tento svazek dal Barnardovi syna Armina. Po první transplantaci srdce se stal dozajista nejslavnějším lékařem světa. Setkával se státníky ve všech světadílech, sám ve svých memoárech popsal několik "hvězdných vztahů" (nejznámější s Ginou Lollobrigidou). Byl blízkým přítelem herce Petera Sellerse, který se léčil s těžkou ischemickou chorobou srdeční po několika infarktech na jeho oddělení v Kapském Městě. Barnard byl zapsán do Guinnessovy knihy rekordů nejen jako transplantolog, ale i jako osoba, která dostává nejvíce dopisů od svých fanoušků. Slavnou operaci provedl v nemocnici Groote Schuur v Kapském Městě v JAR. Zemřel o nedělním ránu 2. září 2001 v Pafosu na Kypru u bazénu hotelu Coral Bay. Příčinou smrti byl astmatický záchvat. Celý život trpěl artritidou, která mu občas komplikovala život při operačních výkonech.
Christiaan Barnard navštívil v září roku 1969 Československo (9.-12. září). Byl pozván do Brna na konferenci "Přístrojová technika pro transplantace a náhrady srdce", kterou v Brně pořádal tamní Výzkumný ústav zdravotnické techniky. Při této příležitosti obdržel Zlatou pamětní medaili Univerzity Jana Evangelisty Purkyně a rovněž pak v Praze obdržel obdobný artefakt od pražského medailéra a akademického sochaře Milana Knoblocha.

## Chirurgie
V nemocnici v Kapském Městě se začal věnovat vědecké práci a vymyslel nové způsoby léčby zánětu mozkových plen a střevních onemocnění. Díky tomu se mu podařilo získat dvouleté stipendium na Minnesotské univerzitě v Minneapolis v USA, kde se mohl konečně věnovat kardiochirurgii. Po návratu do Kapského Města v roce 1958 provedl svoji první operaci na otevřeném srdci u pacientky černé pleti. Vytvořil chirurgický tým a úspěšně se věnoval transplantaci ledvin. Jako první použil nový chirurgický postup, který znamenal kompletní léčbu transpozice velkých cév a Ebsteinovy anomálie. Poté absolvoval další stipendijní pobyt ve Spojených státech, tentokrát v Richmondu, kde již v roce 1966 promýšlel metodiku transplantace srdce. Po mnoha pokusech na psech ji úspěšně provedl na lidském pacientovi, který měl těžkou a nevyléčitelnou srdeční vadu.

## První transplantace srdce

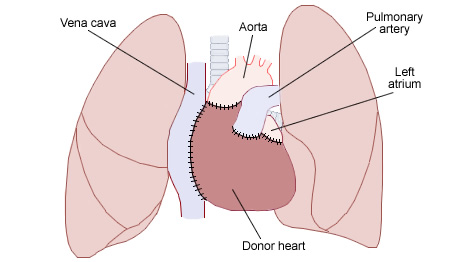
Schéma napojení cév a srdce

O transplantacích srdce Barnard přemýšlel velmi dlouho, častým problémem byla však infekce. Postupně zlepšoval metodiku této operace a po několika pokusech se rozhodl konečně srdce transplantovat člověku. 3. prosince 1967 (na operačním sále sv. Karla nemocnice Groote Schuur v Kapském Městě) transplantoval srdce "obchodníkovi se zeleninou" Louisi Washkanskymu, který měl srdeční vadu a umíral na selhání. Srdce, které mu bylo voperováno, patřilo mladé dívce Denise Darvallové, která se stala obětí autonehody. Samotná transplantace byla úspěšná a vyvolala celosvětovou senzaci. Následně se však dostavily komplikace a pacient po 18 dnech zemřel na zápal plic. Barnard se nedal odradit a v operacích se rozhodl pokračovat. Další pacient, kterého operoval byl stomatolog Philip Blaiberg  (2. ledna 1968), který žil po operaci 563 dní (přibližně 1 rok a 5 měsíců). V době rehabilitace napsal knihu Pohled na vlastní srdce (Looking at My Heart), protože byl prvním člověkem na světě, který držel své srdce v dlaních. První ženou, které prof. Barnard transplantoval srdce byla v dubnu 1969 Dorothy Fisherová. V 70. letech byly navíc objeveny léky proti infekci, které ještě znásobily počet úspěšně provedených transplantací. Dnes je transplantace srdce krajní možností léčení těžkých postižení tohoto pro život nezbytného orgánu. Chris Barnard odešel z místa přednosty kardiochirurgického oddělení nemocnice Groote Schuur k 31. prosinci 1983. Poté nastoupil na místo vědeckého pracovníka a poradce v Baptistickém zdravotním centru v Oklahomě s dvojnásobným platem oproti předešlému pracovišti.

## Knihy
Chris Barnard napsal dvě autobiografie. První nese název Jeden život (One Life,1969). Druhá se jmenuje Druhý dech, 1994 (The Second Life, 1993).
Dále je autorem:
- Dobrý život, dobrá smrt (Good Life, Good Death) spolu s Bobem Molloyem a Stevem Donaghueou – o všech aspektech aktivní a pasivní eutanazie
- Noční dobou (In The Night Season) spolu se Siegfriedem Standerem – román
- Jižní Afrika - Ostrý řez (South Africa - Sharp Dissection) – o etnicitě JAR, zneužívání svobod, diskriminaci, politické manipulaci
- Život s artritidou (Living With Arthritis) – popis osobní zkušenosti s touto nemocí
- Vaše zdravé srdce (Your Healthy Heart) – o prevenci infarktu myokardu
- Víra (The Faith) spolu se Siegfriedem Standerem – román
- Nežádoucí (The Unwanted) se Siegfriedem Standerem – román
- 50 cest ke zdravému srdci (50 Ways to a Healthy Heart)
- Lidský stroj (Body Machine)

## Dokumentární filmy
Chris Barnard byl i spolutvůrcem dokumentů:
- Živé tělo (The Living Body)
- Otevřené srdce Jižní Afriky (The Open Heart of South Africa) – v něm uskutečnil rozhovor s uznávaným jihoafrickým básníkem Breyten Breytenbachem, který strávil 9 let ve vězení Pollsmoor (JAR), francouzská produkce.